# مانويل لوبيز (لاعب كرة قدم)
مانويل لوبيز (بالإسبانية: Manuel López Mondragón)‏ (22 فبراير 1983 في المكسيك - ) هو لاعب كرة قدم مكسيكي في مركز الدفاع. لعب مع تيبورونيس روخوس دي فيراكروز ونادي بويبلا ونادي كوريكامينوس ‏ ونادي كيريتارو.

## وصلات خارجية
- مانويل لوبيز على موقع قاعدة بيانات كرة القدم.إي يو (الإنجليزية)